# Kalligramma sharovi
Kalligramma sharovi là một loài côn trùng trong họ Kalligrammatidae thuộc bộ Neuroptera. Loài này được Panfilov miêu tả năm 1968.